# Корнфлейкс
Корнфлейкс (от англ. corn flakes или cornflakes: „corn“ – зърнено-житно растение или царевица, „flake“ – люспа) е зърнена закуска. Произвежда се от царевични зърна и е първият индустриален продукт от зърнено-житни растения за закуска, който се появи на пазара.
Корнфлейкс се приготвя от сварени царевични зърна, които се изтеглят на люспи, сушат се и се пекат. Този хранителен продукт се консумира най-често за закуска с мляко или плодови сокове.
Корнфлейксът е много богат на въглехидрати.

## История
Корнфлейксът е изобретен в края на 19 век от американския доктор Джон Харви Келог (John Harvey Kellogg) и неговия брат Will Keith Kellogg. Двамата братя търсели един основен вегетариански продукт за техните пациенти, който да подкрепя оздравителните процеси на организма.